# Мірошниченко Микола Єгорович
Микола Єгорович Мірошниченко (5 жовтня 1917, село Курилівка, тепер Куп'янського району Харківської області — 20 липня 2001, місто Харків) — український радянський діяч, токар Харківського тракторного заводу імені Серго Орджонікідзе. Герой Соціалістичної Праці (5.08.1966). Депутат Верховної Ради СРСР 6—7-го скликань.

## Біографія
Народився в селянській родині. У 1933 році закінчив фабрично-заводське училище при Харківському тракторному заводі.
У 1934—1939 роках — токар Харківського тракторного заводу імені Серго Орджонікідзе. Освіта середня: закінчив вечірній робітничий факультет.
У 1939—1947 роках — на військовій службі, учасник німецько-радянської війни. Служив старшиною 3-ї лінійної застави 216-го прикордонного полку військ НКВС по охороні тилу Ленінградського фронту.
Член ВКП(б) з 1946 року.
З 1947 року — токар Харківського тракторного заводу імені Серго Орджонікідзе. Ударник комуністичної праці. Наставник молоді, раціоналізатор, володар звання «Майстер золоті руки».
Потім — на пенсії в місті Харкові.

## Нагороди
- Герой Соціалістичної Праці (5.08.1966)
- орден Леніна (5.08.1966)
- орден Дружби народів (21.10.1981)
- орден Вітчизняної війни ІІ ст. (11.03.1985)
- медаль «За бойові заслуги» (22.07.1945)
- медаль «За трудову відзнаку» (29.09.1948)
- медалі
- значок «Відмінник соціалістичного змагання»